# Universitat Sertoriana d'Osca
La Universitat Sertoriana d'Osca va ser fundada per Pere el Cerimoniós el 12 de març de 1354 des d'Alcanyís, malgrat l'exclusivitat que havia estat atorgada per Jaume el Just a la ciutat de Lleida, única amb dret a constituir-se Studium generale en la Corona d'Aragó. Encara que Osca en temps de Quint Sertori (m. a Osca en 72 aC.) va disposar d'una Acadèmia de Llatinitat, en el document fundacional de Pere el Cerimoniós no s'al·ludeix a la tradició d'estudis llatins de la ciutat. No obstant això, en el temps de la Universitat es va recordar en el seu nom aquell precedent titulant-se «Universitat Sertoriana».
La Universitat d'Osca estaba ubicada en l'edifici que encara conté diverses sales pertanyents al Palau dels Reis d'Aragó del segle xii, edificat sobre una torre islàmica amb paraments en estil romànic rematada amb merlets.
El 1845 va ser clausurada i el 1873 es va inaugurar un museu, aprofitant els fons universitaris. Valentín Carderera va donar gran part de la seva col·lecció privada. El 1968, el Museu Provincial d'Osca va ocupar les dependències de l'antiga Universitat. El 1993 es va emprendre una nova reforma del museu, que va ser reinaugurat el 1999.

## Descripció
La resta més important del Palau Reial és la Torre de la Campana d'Osca, exemple únic del romànic urbà civil a Espanya. L'arrencada és una torre d'època àrab de planta hexagonal allargada, que conforma en planta una nau rematada per dos absis enfrontats en els costats curts. La planta inferior o de Sala de la Campana d'Osca, encara mostra tres finestres romàniques. La superior o sala de la reina Peronella conserva els murs ornamentatats per columnes romàniques i capitells que sustenten arcs de mig punt cecs.
La resta de l'edifici presenta un estil barroc de gran austeritat d'influències herrerianas i va ser dissenyat per Francisco José Artiga el 1690. Té planta octogonal amb un pati porticat al centre. Alberga aquest pati restes arqueològiques pertanyents al Museu d'Osca.

## Història i estudis de la Universitat d'Osca

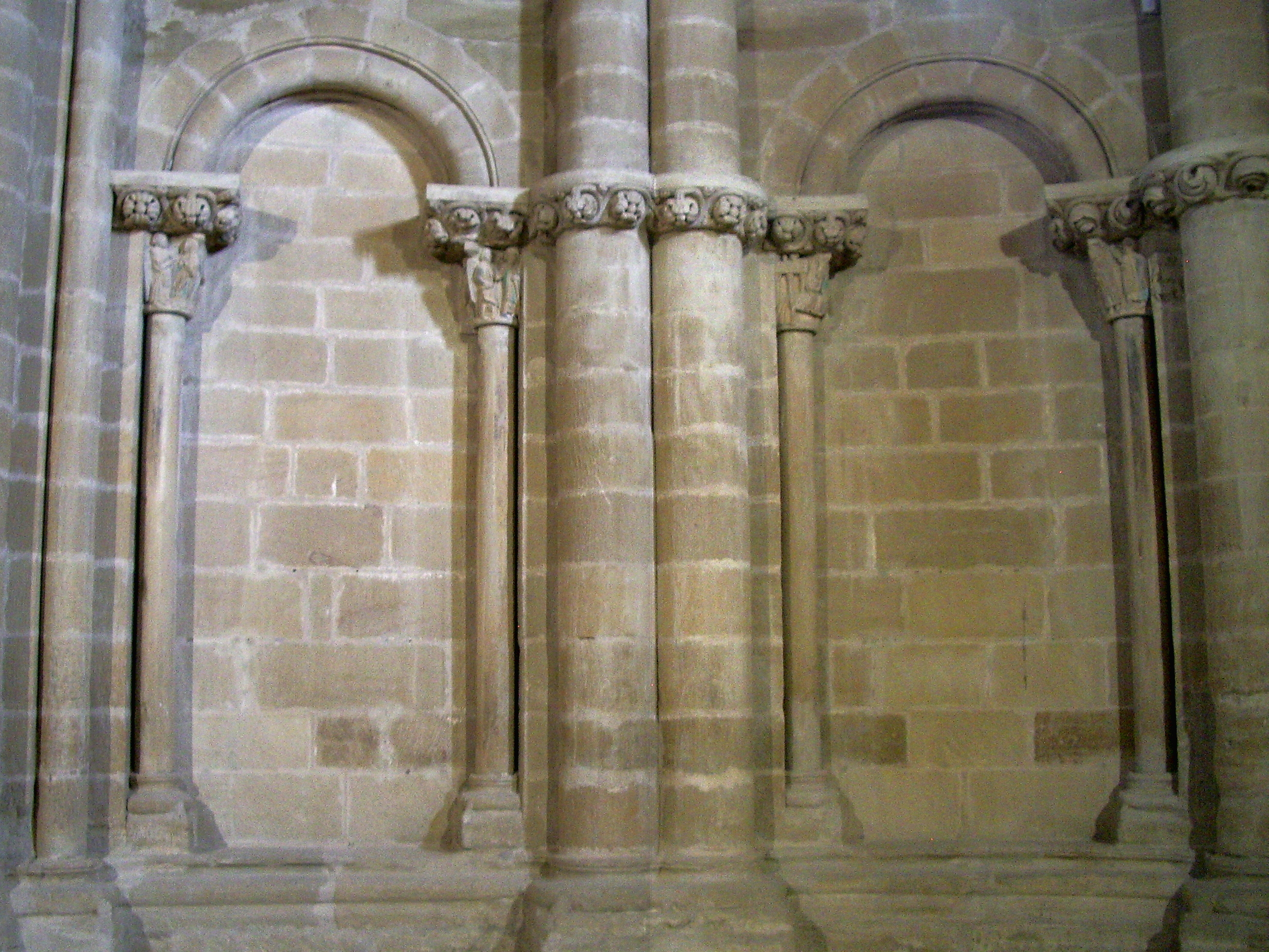
Arcs i capitells historiats de la sala de Peronella d'Aragó del Palau Real d'Osca (s. XII), que va formar part de les dependències de la Universitat Sertoriana.

Al segle xiv, va ser una Universitat centrada en els estudis de Teologia i governada i patrocinada pels jurats de la ciutat. Un segle després, el 1450, Joan el Sense Fe d'Aragó va promoure reformes per al seu impuls. Els seus ensenyaments s'amplien en aquest segle XV a les disciplines relacionades amb el Dret, la Medicina i la Filosofia.
La rivalitat amb la Universitat de Lleida va portar al fet que ambdues universitats no reconeguessin els recíprocs títols i graus que atorgaven. Al segle XVI les seves instal·lacions s'amplien amb estades de l'antic Palau Reial, gràcies a una cessió de Felip II de Castella, i es va crear el Col·legi Major Imperial de Santiago emulant al Col·legi major de la Universitat de Salamanca, amb capacitat per a tretze estudiants amb rector propi que triaven els propis alumnes. El 1587 es funda un segon col·legi major, anomenat de Sant Vicent Màrtir. Però malgrat tots els esforços, la rivalitat amb les universitats de Lleida i amb la naixent Universitat de Saragossa portarà a la sertoriana a la decadència a la fi del segle xvi, de la qual no es recuperaria fins a la seva desaparició el 1845 amb les reformes liberals de l'ensenyament.

## Mandataris

### Rectors
| Nom                           | Anys         |
| ----------------------------- | ------------ |
| Esteban de la Cueva           | 1590? - 1594 |
| Jerónimo Fernández de Heredia | ? - ?        |
| Juan Orencio Lastanosa        | 1631 - ????  |
| Domingo Forcada               | 1645         |
| Marcos Jiménez                | 1666         |
| Francisco Ferrer              | 1672 - ?     |
| José María Abadías            | 1690? - ?    |
| Diego Lasierra                | 1695 - ?     |
| Pedro María Ric y Monserrat   | ? - ?        |
| Demetrio Lorés Garasa         | 1733 - ?     |
| Francisco Asensio             | 1759 - ?     |
| José Sanz de Larrea           | 1787-1788    |
| Ramón Otal y Mozárabe         | ? - ?        |
| Victorián de Villava y Aibar  | ? - ?        |
| Tomás Pérez                   | ? - ?        |
| Jorge Sichar                  | ? - 1845     |

### Cancillers (1463 - 1585)
| Nom                    | Anys                      |
| ---------------------- | ------------------------- |
| Antonio de Espés       | 25 de octubre de 1463 - ? |
| Carlos de Urriés       | ? - 1519                  |
| Pedro Jordán de Urries | 1519                      |
| Carlos de Urriés       | 1519 - 1528               |
| Jerónimo Lanuza        | 1528 - ?                  |

### Maestrecolía (1585 -?)
Aprovat per la butlla de Pius V el 1571 per petició de Felip II en substitució de la Cancilleria, no es va nomenar al primer maestrescuela fins a 1585.
| Nom          | Anys        |
| ------------ | ----------- |
| Juan Cardona | 1585 - 1603 |

## Arxiu
Tots els documents conservats de la Universitat Sertoriana es troben en l'Arxiu Històric Provincial d'Osca on van ingressar entre el 16 de desembre de 1940 i el 3 de maig de 1941, en transferir-se des del llavors anomenat Institut de Segon Ensenyament d'Osca.
El fons consta de 459 unitats d'instal·lació, amb documents datats entre 1434 i 1845, encara que predominen els de els segles XVIII a XIX. Aquests documents estan classificats, d'acord amb l'estructura de govern de la Universitat, en tres seccions: Consell, Claustre i Assignatura. A través d'aquests documents pot seguir-se la història de la institució, el seu funcionament, els plans d'estudi, la provisió de càtedres, la vida estudiantil, etc.
També existeixen documents procedents de la Universitat Sertoriana i els seus col·legis en l'Arxiu Municipal d'Osca, l'Arxiu de la Catedral i a la Biblioteca Pública d'Osca.